# Campus folk rock
Le campus folk rock (littéralement folk rock universitaire), ou taiwanese campus folk song (chinois : 校園民歌), est un genre de musique taïwanaise qui trouve son origine dans les chansons d'étudiants sur les campus des universités taïwanaises au cours des années 1970.

## Histoire
Très populaire du milieu des années 1970 au début des années 1990, ce genre se concentre sur des thèmes issus de la sphère culturelle chinoise, en réaction à la prédominance du rock occidental à Taïwan et à l'exclusion de la République populaire de Chine des Nations unies et de la scène politique mondiale. Ce genre musical devient très populaire en Chine continentale au cours des années 1990, grâce à l'intensification des échanges culturels entre Taïwan et la Chine continentale durant cette période.
Le campus folk rock est créé par des jeunes d'âge universitaire désireux d'affirmer leur propre identité culturelle et de « chanter nos propres chansons » (chinois : 唱自己的歌) en chinois, en s'inspirant du renouveau de la musique folk américaine. Le mouvement et la popularisation de cette musique sont considérés comme une réaction de la société à l'expulsion de Taïwan des Nations unies en 1971 par la résolution 2758 de l'Assemblée générale des Nations unies, avec l'admission internationale de la République populaire de Chine en tant que seul représentant légitime de la Chine au sein des Nations unies. Les chansons sont composées en fusionnant des éléments instrumentaux et mélodiques du folk rock américain avec les expressions et les thèmes de la musique folk chinoise, tous deux familiers à la jeunesse de l'époque. Les chansons de ce genre se caractérisent par leur caractère tourné vers l'avenir, leur optimisme, leur simplicité et leur jeunesse, la guitare acoustique et le piano étant parmi les instruments d'accompagnement les plus couramment utilisés.